# Draper (Utah)
Draper è un comune degli Stati Uniti d'America, situato tra le contee di contea di Salt Lake e contea di Utah nello Stato dello Utah.